# ルイビル市長
ルイビル市長（英: Mayor of Louisville）は、アメリカ合衆国ケンタッキー州ルイビル市の最高行政執行者である。

## 歴代市長一覧
| 氏名                               | 就任          | 退任           | 政党             |
| ---------------------------------- | ------------- | -------------- | ---------------- |
| ジョン・バックリン                 | 1828年        | 1833年         |                  |
| ジョン・ジョイズ                   | 1834年        | 1835年         |                  |
| W・A・コック                       | 1836年        | 1836年         |                  |
| フレデリック・A・ケイ              | 1837年        | 1840年         | ホイッグ党       |
| デイヴィッド・L・ビーティ          | 1841年        | 1843年         |                  |
| フレデリック・A・ケイ              | 1844年        | 1846年         | ホイッグ党       |
| ウィリアム・R・ヴァンス            | 1847年        | 1850年         | ホイッグ党       |
| ジョン・M・デルフ                  | 1850年        | 1852年         |                  |
| ジェームズ・S・スピード            | 1853年        | 1854年         | ホイッグ党       |
| ジョン・バービー                   | 1855年        | 1856年         | ノウ・ナッシング |
| ウィリアム・S・ピルチャー          | 1857年        | 1858年8月      | ノウ・ナッシング |
| トーマス・W・ライリー              | 1858年8月     | 1859年4月      | ホイッグ党       |
| トーマス・H・クロフォード          | 1859年4月     | 1860年         | 連合党           |
| ジョン・M・デルフ                  | 1861年        | 1862年         | 連合党           |
| ウィリアム・ケイ                   | 1863年        | 1864年         | 民主党           |
| フィリップ・トンパート             | 1865年        | 1865年12月28日 | 民主党           |
| ジェームズ・S・リスゴー            | 1866年1月2日  | 1867年2月14日  | 民主党           |
| フィリップ・トンパート             | 1867年2月14日 | 1868年         | 民主党           |
| ジョゼフ・H・バンス                | 1869年        | 1870年3月      | 民主党           |
| ジョン・G・バクスター              | 1870年        | 1872年         | 民主党           |
| チャールズ・ドナルド・ジェイコブ   | 1873年        | 1878年         | 民主党           |
| ジョン・G・バクスター              | 1879年        | 1881年         | 民主党           |
| チャールズ・ドナルド・ジェイコブ   | 1882年        | 1884年         | 民主党           |
| P・ブッカー・リード                | 1885年        | 1887年         | 民主党           |
| チャールズ・ドナルド・ジェイコブ   | 1888年        | 1890年         | 民主党           |
| ウィリアム・L・ライアンズ          | 1890年5月12日 | 1890年8月      | 民主党           |
| ヘンリー・S・タイラー              | 1891年        | 1896年1月14日  | 民主党           |
| ロバート・エメット・キング         | 1896年1月14日 | 1896年1月31日  | 共和党           |
| ジョージ・デイヴィッドソン・トッド | 1896年1月31日 | 1897年12月     | 共和党           |
| チャールズ・P・ウィーバー          | 1897年12月    | 1901年12月     | 民主党           |
| チャールズ・F・グレインジャー      | 1901年12月    | 1905年12月     | 民主党           |
| ポール・C・バース                  | 1905年12月    | 1907年7月      | 民主党           |
| ロバート・W・ビンガム              | 1907年7月     | 1907年12月     | 民主党           |
| ジェームズ・F・グリンスフィールド  | 1907年12月    | 1909年12月     | 共和党           |
| ウィリアム・O・ヘッド              | 1909年12月    | 1913年12月     | 民主党           |
| ジョン・H・ブッシュマイヤー        | 1913年12月    | 1917年12月     | 民主党           |
| ジョージ・ワイシンガー・スミス     | 1917年12月    | 1921年12月     | 共和党           |
| ヒューストン・クイン               | 1921年12月    | 1925年12月     | 共和党           |
| アーサー・A・ウィル                | 1925年12月    | 1927年6月      | 共和党           |
| ジョゼフ・T・オニール              | 1927年6月     | 1927年12月     | 民主党           |
| ウィリアム・B・ハリソン            | 1927年12月    | 1933年12月     | 共和党           |
| ネヴィル・ミラー                   | 1933年12月    | 1937年12月     | 民主党           |
| ジョゼフ・D・スコルズ              | 1937年12月    | 1941年12月     | 民主党           |
| ウィルソン・W・ワイアット          | 1941年12月    | 1945年12月     | 民主党           |
| E・リーランド・テイラー            | 1945年12月    | 1948年2月16日  | 民主党           |
| チャールズ・R・ファーンスリー      | 1948年2月16日 | 1953年12月     | 民主党           |
| アンドルー・ブローダス             | 1953年12月    | 1957年12月     | 民主党           |
| ブルース・ホビッツェル             | 1957年12月    | 1961年12月     | 民主党           |
| ウィリアム・O・カウジャー          | 1961年12月    | 1965年12月     | 共和党           |
| ケネス・A・シュミード              | 1965年12月    | 1969年12月     | 共和党           |
| フランク・W・バーク                | 1969年12月    | 1973年12月1日  | 民主党           |
| ハーヴィー・I・スローン            | 1973年12月1日 | 1977年12月1日  | 民主党           |
| ウィリアム・B・スタンスベリー      | 1977年12月1日 | 1982年1月1日   | 民主党           |
| ハーヴィー・I・スローン            | 1982年1月1日  | 1986年1月1日   | 民主党           |
| ジェリー・エイブラムソン           | 1986年1月1日  | 1999年1月1日   | 民主党           |
| デイヴィッド・L・アームストロング  | 1999年1月1日  | 2003年1月5日   | 民主党           |

### ルイビル・メトロ
| 氏名                     | 就任         | 退任         | 政党   |
| ------------------------ | ------------ | ------------ | ------ |
| ジェリー・エイブラムソン | 2003年1月6日 | 2011年1月2日 | 民主党 |
| グレッグ・フィッシャー   | 2011年1月3日 | 2023年1月2日 | 民主党 |
| クレイグ・グリーンバーグ | 2023年1月2日 | 現在         | 民主党 |